# Claudio Beauvue
Claudio Beauvue (Saint-Claude, 16 de abril de 1988) é um futebolista profissional guadalupiano que atua como meia. Atualmente, defende o Calais, da França.

## Carreira
Produto da base do Nantes, estreou em 2006 como profissional.